# Edestads landskommun
Edestads landskommun var en tidigare kommun i Blekinge län.

## Administrativ historik
Kommunen inrättades som landskommun i Edestads socken i Medelstads härad i Blekinge när 1862 års kommunalförordningar trädde i kraft.
Vid den landsomfattande kommunreformen 1952 uppgick denna landskommun i Listerby landskommun som uppgick 1967 i Ronneby stad som 1971 ombildades till Ronneby kommun.
Området tillhör sedan 1971 Ronneby kommun.

## Politik

### Mandatfördelning i Edestads landskommun 1938-1946
| 8 | 4 | 3 |

| 15 |

| 7 | 5 | 3 |

| 15 |

| 8 | 6 | 1 |

| 15 |